# Xenortholitha ignotata
Xenortholitha ignotata là một loài bướm đêm trong họ Geometridae.